# Брозголь Михайло Павлович
Михайло Павлович Брозго́ль (нар. 6 червня 1955, Рубіжне) — український живописець; член Харківської організації Спілки радянських художників України з 1989 року.

## Біографія
Народився 6 червня 1955 року в місті Рубіжному (нині Луганська область, Україна). Син художника Павла Брозголя. Упродовж 1976—1981 років навався у Харківському художньо-промисловому інституті, був учнем Бориса Колесника, Поліни Осначук, С. Черниченка.
Протягом 1981—1992 років працював на Харківському художньо-виробничому комбінаті Художнього фонду України; з 1992 року на творчій роботі. Мешкав у Харкові в будинку на вулиці Червонопрапорній, № 7/9, квартира № 97.

## Творчість
Працює в галузі станкового живопису, перевано у жанрах ню та натюрморту. Серед робіт:
- «Падіння» (1989);
- «Великий самовар» (1990);
- «Субота» (1990);
- «Молитва» (1993);
- «Гора» (1993);
- «Предмети на червоному» (1993)[2];
- «Дівчина з листом» (1995);
- «Левітація» (1995);
- «Фігура яка лежить» (1995);
- «Сон» (1996)[2];
- «Раковина» (1996)[2];
- «Вежа» (1998);
- «Червона фігура» (1998);
- «Гітара» (1999).

Учасник республіканських, всеукраїнських, всесоюзних та міжнародних виставок з 1985 року. Персональні виставки відбулися у Харкові у 1991, 1993, 1999, 2001 роках, Тель-Авіві у 1991 році; Балтиморі у 1995 році; Філадельфії у 1996 році (2 виставки); Карлсруе і Еттлінгені у 1997 році. 